# Julius Mägiste

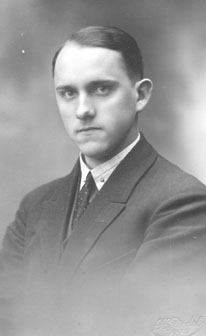
Julius Mägiste

Julius Mägiste (* 6. Dezemberjul. / 19. Dezember 1900greg. in Kudina (deutsch Kudding), heute Gemeinde Palamuse, Estland; † 11. März 1978 in Lund, Schweden) war ein estnischer Sprachwissenschaftler und Experte für ostseefinnische Sprachen.

## Leben
Bereits als Schuljunge verglich Mägiste Texte verschiedener ostseefinnischer Sprachen und bemerkte Unterschiede seines regionalen Dialektes zur Standardsprache. Er besuchte in Dorpat (Tartu) das Gymnasium Alexander I. sowie das Hugo-Treffner-Gymnasium.
1919 wurde er an der Universität Tartu immatrikuliert und studierte zunächst Griechisch und Latein, später ostseefinnische Sprachen. Er schrieb seine Magisterarbeit über das Ingrische im Jahr 1923. Im folgenden Jahr bestand er eine Art Zulassungsprüfung für Doktoranden und begab sich auf einen zweijährigen Studienaufenthalt nach Finnland, um dort Material für seine Doktorarbeit zu sammeln.
Durch die Abreise eines Professors gelangte er, noch bevor er seine Doktorarbeit fertigstellen konnte, zurück an die Universität Tartu, wo man gerade mit den Arbeiten an einem finnisch-estnischen Wörterbuch begonnen hatte. Erst 1928 beendete er eine Doktorarbeit zum Thema der ostseefinnischen Diminutive.
Im Jahre 1929 wurde er zum Professor für ostseefinnische Sprachen an der Universität Tartu ernannt. 1938/39 war er Gastprofessor an der Universität Budapest. In den Kriegswirren des Baltikums flüchtete er 1944 über Deutschland nach Schweden. Im schwedischen Lund angekommen, verdiente er sich anfangs sein Brot mit verschiedenen Vorlesungen an der örtlichen Universität, bevor man ihn dort 1950 als Dozent für Finno-Ugrisch einstellte. 1969 ging er in Pension.

## Werk
Julius Mägiste war ein eifriger Sammler und Forscher verschiedenster estnischer Dialekte. Er verfasste über 400 akademische Schriften zu Personennamen, Ortsnamen, estnischer Phonetik, Morphologie und Derivationslehre, den Beziehungen zwischen Finnisch und Estnisch sowie zu russischen und deutschen Lehnwörtern im Estnischen.
Die größten Vollbringungen Mägistes sind allerdings zwei Wörterbücher:
- Mägiste, Julius: Estnisches etymologisches Wörterbuch, 12 Bände, Finnisch-Ugrische Gesellschaft, Helsinki 1983
- Mägiste, Julius: Soome-eesti sõnaraamat (Finnisch-Estnisches Wörterbuch), 1931